# 푸에드 카디르
푸에드 카디르(Foued Kadir, 1983년 12월 5일~ )는 알제리의 축구 선수로, 포지션은 미드필더이며, 현재 샹피오나 나시오날 2의 마르티그에서 뛰고 있다.